# 加藤正之
加藤 正之（かとう まさゆき、1932年1月29日 - 1993年3月18日）は、日本の男性俳優、声優。福岡県小倉市（現・北九州市小倉北区）出身。江崎プロダクションに所属していた。

## 略歴
早稲田大学卒業。
NHK小倉放送劇団、NHK福岡放送劇団を経て、江崎プロダクションに所属していた。
舞台で主に中年男性の役を多く演じ、NHKなどのテレビドラマでも同様な役で出演した。
また、洋画の吹き替えやアニメのアフレコなど、声優としても活躍するようになり、特にテレビアニメ『ドラえもん』（テレビ朝日版）の野比のび太の父・野比のび助役は1979年の放映開始から多くのファンに親しまれてきた。1992年10月に体調不良で途中降板。
1993年3月18日、咽頭癌のため東京都江戸川区の病院で死去。61歳没。

## 人物
特技は九州弁。
穏やかな人物であり、『ドラえもん』では出番が少ないため、スタジオのロビーでコーヒーをたて、他の声優にサービスしていた。

## 後任
加藤の体調不良による降板・死後、持ち役を引き継いだ人物は以下の通り。
| 後任・代役 | キャラクター名     | 概要作品                               | 後任・代役の初担当作品                                        |
| ---------- | ------------------ | -------------------------------------- | ------------------------------------------------------------- |
| 中庸助     | 野比のび助         | 『ドラえもん（テレビ朝日版第1期）』    | 1992年10月23日放送『シャワーでかくれんぼ』                    |
| 中庸助     | ファットキャット   | 『チップとデールの大作戦』新吹き替え版 | TBA                                                           |
| 玉野井直樹 | ファットキャット   | 『チップとデールの大作戦』新吹き替え版 | 『チップとデールの大作戦 レスキュー・レンジャーズ』           |
| 水鳥鐵夫   | 深井治             | 『クッキングパパ』                     | 1992年10月8日放送『まことの相撲大会とカツ代ばあちゃん大恋愛』 |
| 玄田哲章   | あめふりおに       | 『それいけ!アンパンマン』              | 『それいけ!アンパンマン 虹のピラミッド』                      |
| 宝亀克寿   | あめふりおに       | 『それいけ!アンパンマン』              | TBA                                                           |
| 江川央生   | ジャッカル         | 『北斗の拳』                           | 『北斗の拳 世紀末救世主伝説』                                 |
| 小山武宏   | サレク大使         | 『宇宙大作戦 惑星オリオンの侵略』      | デジタルリマスター版追加吹き替え                              |
| 高岡瓶々   | カーマイン・リッカ | 『ダーティハリー2』テレビ朝日版        | WOWOW版追加吹き替え                                           |
| 井上健一   | オマリー神父       | 『デルタ・フォース』                   | 完声版追加吹き替え                                            |

## 出演作品
太字はメインキャラクター。

### テレビドラマ
- 鬼平犯科帳 第44話「おみよは見た」（1970年、NET / 東宝） - 岡っ引
- 特別機動捜査隊（1971年） - 第480話「砕けた赤いダイヤ」吉川
- 鬼平犯科帳 第2シリーズ 第13話「雨乞い庄右衛門」（1971年、NET / 東宝） - 宿役人
- 大河ドラマ（NHK）
  - 勝海舟（1974年） - 家臣
  - 風と雲と虹と（1976年） - 兵士
  - 花神（1977年）
  - 黄金の日日（1978年） - 福島正則
  - 草燃える（1979年） - 渋谷高重、盗賊
  - 獅子の時代（1980年） - 側近
  - 峠の群像（1982年） - 大友近江守
  - 徳川家康（1983年） - 織田信平
  - 春の波涛（1985年） - 川上家の親族
  - いのち（1986年） - 仲人
  - 武田信玄（1988年） - 旗奉行
  - 春日局（1989年）
  - 太平記（1991年） - 武将
- 土曜ドラマ 松本清張シリーズ・火の記憶（1978年） - 恵良ツネの息子
- 不毛地帯（毎日放送版、1979年） - 総理秘書
- 水曜ドラマ イキのいい奴（1987年） - 第3話「おいしい話」
- ドラマ10 詩城の旅びと（1989年）

### 特撮
- 仮面ライダー（MBS / 東映）
  - 第9話「恐怖コブラ男」（1971年）
  - 第77話「怪人イモリゲス じごく牧場の決斗!」（1972年）

### テレビアニメ
1968年
- サスケ（猿彦）

1973年
- エースをねらえ!（1973年 - 1974年）
- ジャングル黒べえ

1974年
- 空手バカ一代
- 小さなバイキングビッケ（いじわるスベン〈初代〉）
- 荒野の少年イサム

1976年
- 勇者ライディーン（ラ・ムー）
- リトル・ルルとちっちゃい仲間（ダディ）

1977年
- 家なき子
- 新・巨人の星
- 超電磁マシーン ボルテスV（ダンゲ）
- 無敵超人ザンボット3（1977年 - 1978年、安西外相、防衛軍隊長）
- 若草のシャルロット（支配人）

1978年
- 女王陛下のプティアンジェ（マッド）
- 大雪山の勇者 牙王（牧童）
- ペリーヌ物語（農夫、ブノア 他）
- 無敵鋼人ダイターン3（ガスマン、バンチャー）
- 野球狂の詩（1978年 - 1979年、王、白大雪校長、北大路の父）

1979年
- サイボーグ009（ギンカル）
- ドラえもん（テレビ朝日版）（1979年 - 1992年、野比のび助〈初代〉 他）
- 星の王子さま プチ・プランス（国王）
- ルパン三世 (TV第2シリーズ)（1979年 - 1980年）

1980年
- あしたのジョー2（1980年 - 1981年）
- 釣りキチ三平（会長）
- 鉄腕アトム (アニメ第2作)（首相、軍人）

1981年
- 怪物くん（フニャコフニャ夫）
- ハロー!サンディベル（ナハラ）
- ワンワン三銃士（1981年 - 1982年、うまや係、プランシェ）

1982年
- 逆転イッパツマン（ハッタリ、大家）
- ダッシュ勝平（デスター）
- ときめきトゥナイト（ボス）
- 魔境伝説アクロバンチ（ラプネ）
- 六神合体ゴッドマーズ（ダン 他）

1983年
- キャッツ・アイ
- 銀河疾風サスライガー（メカ隊長）
- スペースコブラ
- 聖戦士ダンバイン（隊長）
- 特装機兵ドルバック（フレッド・ビーン）
- ピュア島の仲間たち
- プラレス3四郎（のり太）
- 魔法のプリンセス ミンキーモモ（用心棒、青ひげ、カポネ）
- 未来警察ウラシマン（アインヘルト博士）

1984年
- OKAWARI-BOY スターザンS（署長）
- 巨神ゴーグ（Mr.ゴトー）
- 北斗の拳（ジャッカル、ガルザス）
- まんが日本史（松平信綱）
- よろしくメカドック（小野誠三郎）
- 名探偵ホームズ（1984年 - 1985年、宝石店の主人、警視総監）

1985年
- おねがい!サミアどん
- ダーティペア（マーガレット ブラニガン）
- 魔法のスターマジカルエミ（豪徳寺）
- ルパン三世 PARTIII

1986年
- サンゴ礁伝説 青い海のエルフィ（ピッタコス）
- ドテラマン（大豪寺）
- ロボタン

1988年
- 美味しんぼ（1988年 - 1990年、源さん、レジュー会長、ロジャー・ジェームス・ブラック）
- キテレツ大百科（用務員）
- シティーハンター2（神宮寺）
- それいけ!アンパンマン（あめふりおに〈初代〉、ふけつまん、ドッグレースの司会者、ブルおじさん〈4代目〉）

1989年
- 青いブリンク（警備兵B、長老、ラー、ハンスの父）
- 昆虫物語 みなしごハッチ（1989年 - 1990年、タガメ船長、主人）
- ジャングル大帝
- 笑ゥせぇるすまん（社長）

1990年
- まじかるハット（一丁目の悪ガキ）
- YAWARA!（医師）

1991年
- 機甲警察メタルジャック（ファルコン辰波）
- 21エモン（警部、社長、第三位頼政）

1992年
- クッキングパパ（深井治〈初代〉）

### 劇場アニメ
1979年
- ルパン三世 カリオストロの城

1980年
- あしたのジョー
- ドラえもん のび太の恐竜（パパ）

1981年
- ドラえもん のび太の宇宙開拓史（パパ）
- ドラえもん ぼく、桃太郎のなんなのさ（パパ）

1982年
- ドラえもん のび太の大魔境（パパ）

1983年
- ドラえもん のび太の海底鬼岩城（パパ）

1984年
- ドラえもん のび太の魔界大冒険（パパ）

1985年
- ドラえもん のび太の宇宙小戦争（同志）

1986年
- GREY デジタル・ターゲット（レオ）
- ドラえもん のび太と鉄人兵団（パパ）
- 北斗の拳

1987年
- ドラえもん のび太と竜の騎士（訊問官）

1988年
- AKIRA
- ドラえもん のび太のパラレル西遊記（パパ）
- 火の雨がふる

1989年
- シティーハンター 愛と宿命のマグナム（ボンダル）
- ドラえもん のび太の日本誕生（パパ）

1990年
- おじさん改造講座（釜石会長）
- ドラえもん のび太とアニマル惑星（警察隊長）

1991年
- ドラえもん のび太のドラビアンナイト（商人A）
- ドラミちゃん アララ♥少年山賊団!（のび平の父）
- ふしぎの海のナディア 劇場用オリジナル版（ドイツ提督）

1992年
- ドラえもん のび太と雲の王国（パパ）

### OVA
- たいまんぶるうす 清水直人編（1987年）
- 傷追い人（1988年、医師）
- メタルスキンパニック MADOX-01（1988年、司令官）
- 銀河英雄伝説（1989年、クロプシュトックの家臣）
- 堕靡泥の星（1989年）
- 星猫フルハウス（1989年）
- 夢枕獏 とわいらいと劇場 骨董屋（1991年、店主）
- 創竜伝（1992年）

### 吹き替え

#### 映画
- 愛と青春の旅だち ※フジテレビ版
- 愛と追憶の日々（バッジ医師）
- 悪魔の棲む家（巡査部長〈ヴァル・エイヴリー〉）
- アニー（ドレイク）
- 雨のパスポート（ウェッブ〈ベルナール・ブリエ〉）
- いつの日かこの愛を（村長）
- イヤー・オブ・ザ・ドラゴン（ウィリアム・マッケンナ）
- インディ・ジョーンズ/魔宮の伝説（アール・ウェバ〈ダン・エイクロイド〉）※日本テレビ版
- インディ・ジョーンズ/最後の聖戦（パナマ・ハット〈ポール・マクスウェル〉、サルタン）※ソフト版
- イントルーダー 怒りの翼（大佐〈フレッド・トンプソン〉）※ソフト版
- ウィロー（村人）※ソフト版
- ウォール街（ダン）※機内上映版
- うっかり博士の大発明 フラバァ（国防長官〈エドワード・アンドリュース〉）
- ウディ・アレンのバナナ（ハワード・コセル）
- エアポート'77/バミューダからの脱出（スタン・ブチェック〈ダーレン・マクギャヴィン〉）※日本テレビ版
- エイリアン・ネイション（オニール）※ソフト版
- 狼男アメリカン（テッド、トラック運転手）
- OK牧場の決斗（酔っ払いのカウボーイ）※テレビ東京版、（ジョン・ シャンシー）※日本テレビ版
- おかしな関係（パディラ署長）
- おかしな求婚（ハリーおじさん〈ジェームズ・ココ〉）
- 男たちの挽歌 II（コー）※ソフト版
- カーツーム ※NETテレビ版
- カイロの紫のバラ（ドネリー神父〈ミロ・オーシャ〉）
- 風と共に散る（コクラン医師〈エドワード・プラット〉）※テレビ朝日版
- カトマンズの男（チャーリー・フォリンスター）※テレビ東京版
- 華麗なる賭け（オークション主催者）※フジテレビ版
- 華麗なるギャツビー（マイヤー・ウルフシャイム〈ハワード・ダ・シルバ〉）※TBS版
- キャリー（フロム先生〈シドニー・ラシック〉）
- 空軍大戦略（トラッフォード・リー＝マロリー少将）
- クリスタル殺人事件（ヘイドック医師）
- グレートスタントマン（ジャッコ〈ブライアン・キース〉）※VHS版
- グローリー（ケンドリック〈リチャード・リール〉、ジョン・アルビオン・アンドリュー知事〈アラン・ノース〉）※ソフト版
- クロコダイル・ダンディー（サム・チャールトン〈マイケル・ロンバード〉）※機内上映版[11]
- ゴーストバスターズ2（フィオネラ、巡査部長）※機内上映版
- コードネームはファルコン
- ゴーリキー・パーク
- コブラ（シアーズ〈アート・ラフルー〉）※TBS版
- コマンド戦略（MP）※TBS版
- 殺したい女（ウォルターズ警部）
- 殺しを呼ぶ瞳 ※東京12ch版
- サイコ2（ラルフ・スタトラー）
- ザ・カンニング アルバイト情報（ロラン）
- 殺人課（フランク）
- 砂漠のライオン（トメリ少佐、ロビット弁務官）
- ザ・フォッグ（アル・ウィリアムズ）※ソフト版、（トミー・ウォレス）※テレビ朝日版
- シーウルフ ※テレビ東京版
- シークレット・レンズ（ハーヴェイ〈G・D・スプラドリン〉）
- ジェシカ/妖次元の誘惑（ハリー・トンプソン〈ケヴィン・マッカーシー〉）
- シカゴ・コネクション/夢みて走れ（弁護士〈ドン・カルファ〉）
- 地獄のヒーロー（マクスウェル・ポーター上院議員〈デヴィッド・トレス〉）
- 史上最大の作戦（ビーア中佐〈ロッド・スタイガー〉）※日本テレビ版
- 7月4日に生まれて（医者〈ボブ・ガントン〉、ウィルソンの父）※VHS版
- シティヒート（トロイ・ローカー）※フジテレビ版
- ジャーニーズ・エンド（大佐〈ジョージ・ベイカー〉）
- ジャガーノート（ベイカー〈マイケル・ホーダーン〉）
- ジョーズ（ベン・メドウズ）※日本テレビ版
- ショート・サーキット（ノーマン）
- ショート・サーキット2 がんばれ!ジョニー5（ハンス・デ・ライター）※VHS版
- ジョン・カーペンターの要塞警察（刑務所長）
- 紳士は金髪がお好き（ピエール）※フジテレビ版
- 真説フランケンシュタイン（船長〈トム・ベイカー〉）
- シンバッド七回目の航海
- スーパーマンII ※テレビ朝日旧録版
- スタートレックII カーンの逆襲（ミスター・ビーチ）※日本テレビ版
- スタートレックIV 故郷への長い道（宇宙連邦評議会議長、ニコルズ博士）※フジテレビ版
- スナイパー/地獄の暗殺者（ワッシバーン〈デンホルム・エリオット〉）
- 0086笑いの番号（イタリア代表）
- 潜水艦X-1号（リンデンドルフの艦長〈ジョージ・プラヴダ〉）
- センチメンタル・アドベンチャー（アーンスプリガー〈バリー・コービン〉）
- 戦慄!呪われた夜（シューンメイカー医師〈R・G・アームストロング〉）
- 戦略大作戦
- 続ラブ・バッグ（署長）
- ダーティハリー2（カーマイン・リッカ〈リチャード・デヴォン〉、ルウ・ガズマン〈クリフォード・A・ペロー〉）※テレビ朝日版
- ターナー&フーチ/すてきな相棒（ハーレイ・マッケイブ、モーテルの受付〈アーニー・ライヴリー〉）※機内上映版
- 黄昏のチャイナタウン（ラルフ・ティルトン〈ジェフ・モリス〉）
- タップス（ハーラン・ベイシュ将軍〈ジョージ・C・スコット〉）
- 007シリーズ
  - 007/ゴールドフィンガー（ストラップ）※NET版
  - 007/ダイヤモンドは永遠に（ディーラー）※TBS新録版
  - 007/私を愛したスパイ（カーター）※TBS旧録版
  - 007/ユア・アイズ・オンリー（ティモシー・ハブロック卿）※TBS版
  - 007/オクトパシー（ジム・ファニング〈ダグラス・ウィルマー〉）※TBS版
- ダブルボーダー
- タワーリング・インフェルノ（フレーカー）※日本テレビ版、（ロバート・ラムジー市長）※TBS版
- 地下室の悪夢（ブローガン）※VHS版
- 地球に落ちて来た男（アーサー）
- ティファニーで朝食を（O・J・バーマン〈マーティン・バルサム〉）※フジテレビ版
- デッドゾーン（副大統領）
- デビルスピーク（ジェイク）
- デュエリスト/決闘者（フーシェ〈アルバート・フィニー〉）
- デルタ・フォース（オマリー神父〈ジョージ・ケネディ〉）
- ドアーズ（ドッグ）
- 特攻サンダーボルト作戦（ミケル・バーコス機長〈エディ・コンスタンティーヌ〉）
- トパーズ（アンリ・ジャレ〈フィリップ・ノワレ〉）※TBS版
- トラブル・バスター（ハレス・パムペン〈ペテル・ペルメール〉）
- ドランクモンキー 酔拳（頭突きのタイガー）※フジテレビ版
- トレマーズ（ミゲル〈トニー・ジェナロ〉）※ソフト版
- なまいきシャルロット（アントワーヌ・キャスタン）
- ニア・ダーク/月夜の出来事（バーテンダー）
- ニューヨーク一獲千金（ルーファス〈チャールズ・ダーニング〉）※テレビ版
- ネイビー・シールズ ※VHS版
- バイオニック・ジェミー 蘇った地上最強の美女（フォレスト将軍）
- 背徳の囁き（グリーブ警部補）
- 破壊!（リゾーの用心棒〈シド・ヘイグ〉）
- 裸の銃を持つ男PART2 1/2（アルバート・S・マインハイマー〈リチャード・グリフィス〉）※ソフト版
- ハメット
- バラキ（バック）※テレビ朝日版
- ハリーとヘンダスン一家（ジェローム）※ソフト版
- ハロウィンII（ギャレット〈クリフ・エミック〉）
- ハンター（バーテンダー）※フジテレビ版、（情報屋）※テレビ朝日版
- ヒー・セッド、シー・セッド/彼の言い分、彼女の言い分（ローリーの父〈ジョージ・マーティン〉）
- 引き裂かれたカーテン（フレディ〈アーサー・グールド＝ポーター〉）※フジテレビ版
- 悲愁（スタン・ハリス〈ハーバート・ラドリー〉）
- 羊たちの沈黙（ボイル警部補〈チャールズ・ネイピア〉）※VHS版
- ヒドゥン（留置所の受付）
- ビバリーヒルズ・コップ2（テッド・イーガン市長）※フジテレビ版
- 昼下りの決斗（ヘンリー・ハモンド〈ウォーレン・オーツ〉、ジョシュア〈R・G・アームストロング〉）
- ブーメランのように（ルノアール）
- ファイナル・オプション（ポッター将軍〈ロバート・ウェッバー〉）※テレビ朝日版
- ファンタズム（バーテンダー）
- ファンハウス/惨劇の館（ファンハウスの客引き〈ケヴィン・コンウェイ〉）
- フィールド・オブ・ドリームス（テレンス・マン〈ジェームズ・アール・ジョーンズ〉）※DVD版
- ふたり（マリオ）※TBS版
- ブラニガン（賭け屋のジミー）
- フラバァ・デラックス（国防長官〈エドワード・アンドリュース〉、ハンソン巡査）
- プレシディオの男たち（マーヴィン・パウエル刑事）※フジテレビ版
- ブロブ/宇宙からの不明物体（メグの父親〈アート・ラフルー〉）
- ペーパー・ムーン（法執行官）※TBS版
- ベルサイユのばら（ルイ・ド・ローアン大司教）
- ヘルファイター（エド・カルフーン、カルデス内務長官）
- 星の王子 ニューヨークへ行く（イジ大佐、ダリルの父）※ソフト版
- 炎の少女チャーリー（ジョン・レインバード〈ジョージ・C・スコット〉）
- マイ・フェア・レディ（ジョージ）※TBS版
- 魔鬼雨（サム・リチャーズ〈エディ・アルバート〉）
- マッドストーン（ハニガン）
- ミスター・ソウルマン（ダンバー〈レスリー・ニールセン〉）
- Mr.Boo!ギャンブル大将（駐車違反の男〈ロイ・チャオ〉、カジノのマネージャー）
- ミラクルマスターII/L.A.時空大戦（ビンズ提督）
- 無防備都市 ※NHK版
- モモ
- 溶解人間（マイケル・ペリー将軍〈マイロン・ヒーリー〉）
- 鎧なき騎士（トムスキー）※テレビ東京版
- 48時間 ※日本テレビ旧録版
- ラブ・バッグ/モンテカルロ大爆走（エミール、デュヴァル）
- リーサル・ウェポン（マイケル・ハンサカー〈トム・アトキンス〉）※TBS版
- レイズ・ザ・タイタニック（ヴィニー・ウォーカー兵曹長〈M・エメット・ウォルシュ〉）
- レッド・オクトーバーを追え!（グリーア〈ジェームズ・アール・ジョーンズ〉）※ソフト版
- ロードハウス/孤独の街（ストラドマイヤー）※VHS版
- ロサンゼルス（マクリーン上院議員）※日本テレビ版
- ロシア・ハウス（ブレイディ〈ジョン・マホーニー〉）
- ロッキー3（マーティ・デンキン）※TBS版
- わたしは目撃者（テルジ所長〈ティノ・カラーロ〉）

#### ドラマ
- アクトレス/ある女優の栄光と挫折（リー〈ウィリアム・ウィンダム〉）
- 悪魔の異形 #9（警察医〈エリス・デイル〉、病院の庭師〈ウィリアム・モーガン・シェパード〉）
- 警察署長（ベン・バードソング）
- 刑事コロンボシリーズ
  - 黒のエチュード（カルロス、使用人〈パット・モリタ〉）※日本テレビ版
  - 自縛の紐（フリーマン医師）※NHK版
- こちらブルームーン探偵社 シーズン2 #4（マシューズ警部）、#9（ソーントン・ウェルマン）
- シドニー・シェルダンの明日があるなら（ハンス・シュミット、コンラッド・モーガン）※VHS版
- ジム・ヘンソンのストーリーテラー（王様〈デヴィッド・スウィフト〉）
- シャーロック・ホームズの冒険 踊る人形（馬車屋）
- ダンディ2 華麗な冒険 #9（ヴェルナー）
- 特捜刑事マイアミ・バイス シーズン1 #19（エバーソール）
- ドクター・フー
- 特別狙撃隊S.W.A.T. シーズン1 #11（ロバート・ジェンキンス）
- 特攻野郎Aチーム
  - シーズン1 #6（ジアンニ・クリスチャン〈チャールズ・シオフィ〉）
  - シーズン3 #4（トラックレンタル会社の社長〈アート・ラフルー〉）
  - シーズン4 #2（マニュエル・エスコバー署長）
  - シーズン5 #8（議長）、#13（ルー・キャンター）
- トップモデル諜報員 カバー・アップ（カーター〈ロバート・ウェッバー〉、スキナー〈スチュアート・ホイットマン〉）
- ファミリータイズ シーズン3 #4（フレッド・ランバート）、#22（若き日のジェイク〈マイケル・オールドレッジ〉）
- ミス・マープル スリーピング・マーダー（ジム・キンブル、ラスト警部）

#### アニメ
- チップとデールの大作戦（ファットキャット〈初代〉）※新吹き替え版

### ナレーション
- 世紀のドキュメント「栄光の零戦〜洋上に散った悲劇の翼〜」（1994年、制作：サンユーフィルムジャパン）

### その他
- クイズタイムショック（テレビ朝日） - 1984年3月29日放送「アニメ声優大会」[12]
- 世界まるごとHOWマッチ（毎日放送） - 声の出演
- ハーツ・アンド・マインズ/ベトナム戦争の真実（ジョルジュ・ビドー、J・ウィリアム・フルブライト）